# Pro D2 2019-20
El campeonato de rugby a XV de Francia de segunda división de 2019-2020, más conocido como Pro D2 2019-2020 fue la 20.ª edición del campeonato francés de segunda categoría de rugby union. En este campeonato se enfrentaron dieciséis equipos de Francia. Los equipos compitieron por el ascenso al Top 14, intentado evitar el descenso a Fédérale 1.
El torneo fue cancelado debido a la Pandemia de COVID-19.

## Modo de disputa
El torneo se disputó en formato de todos contra todos en condición de local y de visitante en su fase regular.
Posteriormente se disputó la fase final en la que los primeros seis equipos clasificaran a ella, los ubicados entre el 3° y 6° puesto comenzaran en los cuartos de final, mientras que el 1° y 2° puesto clasificaran a las semifinales.
Los últimos dos equipos al finalizar el torneo descendieron directamente a la tercera división.

## Equipos participantes
| Equipo           | Ciudad          | Estadio                                | Capacidad   |
| ---------------- | --------------- | -------------------------------------- | ----------- |
| Aurillac         | Aurillac        | Stade Jean Alric                       | 9000        |
| Béziers          | Béziers         | Stade de la Méditerranée               | 18 555      |
| Biarritz         | Biarritz        | Parc des Sports Aguiléra               | 15 000      |
| Carcassonne      | Carcassonne     | Stade Albert Domec                     | 10 000      |
| Colomiers        | Colomiers       | Stade Michel Bendichou                 | 11 430      |
| Grenoble         | Grenoble        | Stade des Alpes                        | 20 068      |
| Stade Montois    | Mont-de-Marsan  | Stade Guy Boniface                     | 16 800      |
| Montauban        | Montauban       | Stade Sapiac                           | 12 600      |
| Nevers           | Nevers          | Stade du Pré Fleuri                    | 7500        |
| Oyonnax          | Oyonnax         | Stade Charles-Mathon                   | 11 500      |
| Perpignan        | Perpiñán        | Estadio Aimé Giral                     | 14 593      |
| Provence         | Aix-en-Provence | Stade Maurice David                    | 6000        |
| Rouen            | Rouen           | Stade Jean-Mermoz Stade Robert Diochon | 3000 12 018 |
| Soyaux Angoulême | Angoulême       | Stade Chanzy                           | 8000        |
| Valence Romans   | Valence         | Stade Georges Pompidou                 | 15 128      |
| Vannes           | Vannes          | Stade de la Rabine                     | 9500        |

## Clasificación
|    | Club             | J  | G  | E | P  | PF  | PC  | Dif. | PBO | PBD | Puntos |
| -- | ---------------- | -- | -- | - | -- | --- | --- | ---- | --- | --- | ------ |
| 1  | Colomiers        | 23 | 17 | 0 | 6  | 573 | 381 | +192 | 5   | 4   | 77     |
| 2  | Perpignan        | 23 | 16 | 0 | 7  | 671 | 426 | +245 | 8   | 4   | 76     |
| 3  | Grenoble         | 23 | 14 | 1 | 8  | 572 | 399 | +173 | 7   | 2   | 67     |
| 4  | Oyonnax          | 23 | 14 | 0 | 9  | 589 | 414 | +175 | 5   | 6   | 67     |
| 5  | Nevers           | 22 | 14 | 0 | 8  | 520 | 475 | +45  | 4   | 0   | 60     |
| 6  | Biarritz         | 23 | 12 | 1 | 10 | 513 | 451 | +62  | 4   | 5   | 59     |
| 7  | Soyaux Angoulême | 22 | 11 | 2 | 9  | 430 | 449 | -19  | 3   | 4   | 55     |
| 8  | Vannes           | 23 | 12 | 0 | 11 | 460 | 485 | -25  | 3   | 3   | 54     |
| 9  | Béziers          | 23 | 12 | 0 | 11 | 450 | 453 | -3   | 3   | 3   | 54     |
| 10 | Stade Montois    | 23 | 11 | 0 | 12 | 499 | 521 | -22  | 2   | 5   | 51     |
| 11 | Carcassonne      | 22 | 11 | 1 | 10 | 469 | 544 | -75  | 1   | 2   | 49     |
| 12 | Provence         | 22 | 10 | 0 | 12 | 408 | 482 | -74  | 3   | 2   | 45     |
| 13 | Montauban        | 22 | 8  | 1 | 13 | 446 | 528 | -82  | 1   | 6   | 41     |
| 14 | Aurillac         | 23 | 7  | 0 | 16 | 429 | 545 | -116 | 2   | 8   | 38     |
| 15 | Rouen            | 23 | 6  | 0 | 17 | 345 | 558 | -213 | 0   | 7   | 31     |
| 16 | Valence Romans   | 22 | 3  | 0 | 19 | 381 | 641 | -260 | 0   | 8   | 20     |

Pts = Puntos totales; PJ = Partidos Jugados; G = Partidos Ganados; E = Partidos Empatados; P = Partidos Perdidos; PF = Puntos a favor; PC = Puntos en contra; Dif = Diferencia de puntos; PBO = Bonus ofensivos; PBD = Bonus defensivos